# Hoplotriclis
Hoplotriclis är ett släkte av tvåvingar. Hoplotriclis ingår i familjen rovflugor.
Kladogram enligt Catalogue of Life:
| Hoplotriclis | \| \| Hoplotriclis artemisicola \| \| \| \| \| \| Hoplotriclis pallasii \| \| \| \| |
|              | \| \| Hoplotriclis artemisicola \| \| \| \| \| \| Hoplotriclis pallasii \| \| \| \| |
|              | Hoplotriclis artemisicola                                                           |
|              |                                                                                     |
|              | Hoplotriclis pallasii                                                               |
|              |                                                                                     |